# 7727 Chepurova
7727 Chepurova este o planetă minoră (asteroid), cu un diametru de 9,224 km, din centura de asteroizi. A fost descoperită pe 8 martie 1975 la Observatorul Astrofizic din Crimeea⁠(d) de Nikolai Cernîh și a fost numită după Valentina Mihailovna Cepurova⁠(d). 
Obiectul prezintă o orbită caracterizată de o semiaxă mare de 2,3589807 UAi, o excentricitate de 0,15, o înclinație de 3,54722 ° în raport cu ecliptica.